# Jean-François Vilar
Jean-François Vilar, född Patrick Yves André Zabel 14 mars 1947 i Paris, död 16 november 2014 i Paris, var en fransk författare. Han skrev kriminalromaner och barnböcker. Han mottog Prix Marcel-Lebrun för Les Exagérés år 1989. Vilar var tidigare medlem av Ligue communiste (1969).